# 韋爾比夫卡 (利京區)
49°24′48″N 28°9′11″E / 49.41333°N 28.15306°E
韋爾比夫卡（烏克蘭語：Вербівка），是烏克蘭的村落，位於該國西南部文尼察州，由文尼察區負責管轄，始建於1650年，面積0.18平方公里，海拔高度264米，2001年人口427，人口密度每平方公里2,385.47人。